# Alpina horridaria
Alpina horridaria är en fjärilsart som beskrevs av Denis och Ignaz Schiffermüller 1775. Alpina horridaria ingår i släktet Alpina och familjen mätare. Inga underarter finns listade i Catalogue of Life.